# 孟舒
孟舒（?—?），西汉初年人物。
孟舒初事赵王张敖。赵相贯高谋反，张敖因罪被捕入长安大狱，孟舒和田叔等十余人自行剃去头发，用铁圈束颈。到长安随赵王服刑。张敖谋反案被汉高帝平反昭雪，孟舒被任为云中郡守，匈奴攻打云中郡，孟舒不能坚守而被免职。经田叔在汉文帝面前辩解，称孟舒为长者，士兵为了感恩孟舒而出兵战死。于是汉文帝再召孟舒为云中郡守。